# Vioolconcert (Bax)
Arnold Bax werkte aan zijn enige Vioolconcert van 1937 tot maart 1938.

## Werk
Bax werkte aan dat vioolconcert terwijl hij ook al aan zijn Symfonie nr. 7 werkte. Hij had als solist Jascha Heifetz (For Firenze) op het oog, maar volgens collega-componist William Walton vond die het niet bij hem passen. Hij vond het waarschijnlijk te weinig virtuoos en heeft het zeer waarschijnlijk nooit gespeeld. Het werk bleef dus op de plank liggen. In 1943 kreeg Bax de opdracht voor een nieuw werk en leverde toen dit werk in bij Henry Wood. Hij dirigeerde het BBC Symphony Orchestra een aantal keren in dit werk met soliste Eda Kersey. Zij stierf op jonge leeftijd in 1944 en zo verdween (ook) dit werk van Bax in de vergetelheid. Bax vergeleek het werk met de muziek van Joachim Raff, anderen vergeleken het met dat Felix Mendelssohn Bartholdy, wiens vioolconcert tot het standaardrepertoire behoort. Bax kwam met een licht vioolconcert, maar populair werd het dus nooit. Toch werd het van 1944 tot en met 1983 zes keer gespeeld tijdens de Promsconcerten. In het werk bracht hij ook een motief onder uit zijn Salzburgsonate, een onvoltooide pianosonate.
Het concert heeft een driedelige opzet:
- Overture, ballad and scherzo: Allegro risoluto – allegro moderato – poco largamente
- Adagio
- Allegro – slow valse tempo – Andante con moto

Orkestratie:
- solo viool
- 3 dwarsfluiten (III ook piccolo), 2 hobo’s (II ook althobo), 2 klarinetten, 2 fagotten, 1 contrafagot
- 4 hoorns, 2 trompetten
- pauken, percussie, 1 harp
- violen, altviolen, celli, contrabassen

## Uitvoeringen en opnamen
Uitvoeringen tijdens de Proms:
- 29 juni 1944: Eda Kersy met het London Symphony Orchestra onder leiding van Henry Wood
- 20 september 1946: Mary Wilson met het BBC Symphony Orchestra onder leiding van Adrian Boult
- 29 augustus 1947: Mary Wilson met het London Philharmonic onder leiding van Basil Cameron
- 1 september 1950: Frederick Grinke met het London Philharmonic onder leiding van Basil Cameron
- 26 juli 1957: dezelfde combinatie als in 1950
- 4 augustus 1983: Manoug Parikian met het BBC National Orchestra of Wales onder leiding van Bryden Thomson

In 2017 zijn er twee opnamen in de handel
- een opname voor Chandos: Lydia Mordkovitsj (viool) begeleid door het London Philharmonic onder leiding van Bryden Thomson (1991)
- een opname voor Lyrita: André Gertler (viool) begeleid door het BBC Symphony Orchestra onder leiding van Malcom Sargent, een opname uit 1957